# NGC 4274
NGC 4274 is een balkspiraalstelsel in het sterrenbeeld Hoofdhaar. Het hemelobject werd op 13 maart 1785 ontdekt door de Duits-Britse astronoom William Herschel.

## Synoniemen
- UGC 7377
- MCG 5-29-60
- ZWG 158.71
- IRAS 12173+2953
- PGC 39724